# 손지화
손지화 (孫智和, 1981년 3월 2일 ~ )는 대한민국의 KBS 34기 공채 아나운서이다.

## 학력
- 대전둔산여자고등학교 (졸업)
- 충남대학교 언론정보학과 (졸업)

## 경력
- 입사 : 2008년 KBS 34기 공채 아나운서 (KBS대전방송총국 지역근무)
- 현재 : 대전KBS 편성제작국 아나운서부 아나운서

## 방송 진행

### 과거 TV
- 아침마당 대전
- KBS 뉴스 9
- KBS 뉴스광장 대전 · 세종 · 충남
- KBS 뉴스 7 대전.세종.충남

### 과거 라디오
- KBS대전 제1FM 내 마음의 클래식
- KBS대전 제1FM 뮤직 Plus
- KBS대전 제1라디오 저녁 6시 뉴스
- KBS대전 제1FM 오후의 음악산책

### 현재 TV, 라디오
- KBS 뉴스 9 대전.세종.충남
- KBS 제1라디오 정오종합뉴스 대전 · 세종 · 충남
- 손지화의 뮤직런
- 2016년 EBS FM 《EBS 책 읽는 라디오 낭독 시리즈》